# Trevoa glauca
Trevoa glauca är en brakvedsväxtart som beskrevs av Karl Friedrich Carlos Federico Reiche. Trevoa glauca ingår i släktet Trevoa och familjen brakvedsväxter. Inga underarter finns listade i Catalogue of Life.